# 木曜洋画劇場
『木曜洋画劇場』（もくようようがげきじょう）は、1968年2月8日から2009年3月26日までテレビ東京系列で毎週木曜日の21:00 - 22:54（JST）に放送されていた、映画番組枠。

## 概要
この番組は、当時財団法人日本科学技術振興財団テレビ事業本部だった1968年2月8日にスタートした。
スタートから1969年9月25日までは90分枠（21:00 - 22:26で実質86分）だったが、1969年10月2日から22:56まで延長し2時間枠（実質116分）となる。その後は1974年10月より22:55まで、1975年10月より22:54までに短縮となった（いずれも天気予報枠拡大のため）。アクション映画やSF映画、ホラー映画などを中心としたラインナップであった。
吹き替えによる放送で、作品の内容によりステレオ放送又は二ヵ国語放送（デジタル放送ではステレオ2音声で放送の場合あり）となっていた。また、字幕放送も行われていた。
以前は21:00から「木曜洋画劇場 今夜の見どころ」と言う解説が存在し、21:02からのスタートだった（テレビ愛知では解説番組がなく21:00からスタートした時期があった）。しかし、2003年3月27日放送の『ロボコップ』（1987年アメリカ映画）を最後に解説が廃止され、その翌週の4月3日の『アンタッチャブル』（同）から21:00丁度からのスタートとなった。
CM明けでは、遅れ放送の地方局に配慮して他キー局のように映画タイトルと番組名とを一緒に表示せず、映画タイトルのみを表示。また、提供クレジット形式での送出ではなく初めから埋め込みにしていた。
2001年から2003年までは邦画の1つである『男はつらいよ』シリーズ全48作が（本番組だけでなく、『日曜ビッグバラエティ』など他の枠を含めて）随時放送され、「寅さん全48作大放送」という番組名を与えられた（2006年・2007年はNHKが放映権を買い、BS2で全シリーズが放送）。
なお、邦画を放送する際は番組名を「木曜洋画劇場特別企画」に変更して放送した。場合によっては、番組と一切名乗らない事もあった。
2007年7月5日に放送回数が2000回を迎えた。時々放送が休止になる場合もあれば、放送時間を30分、あるいは1時間拡大する場合もあった。なお、2008年9月4日は『TVチャンピオン2』の3時間スペシャルで番組自体が休止、通常の番組スポンサーは『TVチャンピオン2』3時間スペシャルの中に振り替え提供となっている。また、放送のある木曜日には、2008年8月7日放送分よりワンセグのみで実施していた連動データ放送が、地上デジタル放送でも実施されるようになった。
2009年3月26日（2008年度分）をもって終了し、41年間の放送の歴史に終止符を打った。

### 放送時間の変遷
| 放送期間 | 放送期間 | 放送時間 (JST)                |
| -------- | -------- | ----------------------------- |
| 1968.02  | 1969.09  | 木曜日 21:00 - 22:26（86分）  |
| 1969.10  | 1974.09  | 木曜日 21:00 - 22:56（116分） |
| 1974.10  | 1975.09  | 木曜日 21:00 - 22:55（115分） |
| 1975.10  | 2009.03  | 木曜日 21:00 - 22:54（114分） |

## オープニング映像
放送開始 - 1982年12月
「木曜洋画劇場」と手で描かれた1枚絵のフリップに音楽をかぶせたタイトル画像が使用されていた。
1983年1月 - 1989年3月
宇宙の星をバックに、名作映画の透明キャラクターが続々出て来て、その後に明朝体で書かれたタイトルが表示された。
1989年4月 - 1991年3月
宇宙の絵に「木曜洋画劇場」と書かれた映画フィルムが6コマ下から上に流れ、7コマ目が全面に広がり番組ロゴの下に映画タイトルが表示される。
1989年4月 - 1997年9月
街のビルが伸びたり縮んだりするアニメーション。後続の『水曜シアター9』最終回のラストにも使用された。
1997年10月 - 2003年12月
フィルムそのものが映り、そのフィルムに英語の文字が浮かぶ（特別版の際には砂嵐の様な映像が流れる）。BGMはカチカチカチというフィルムが巻かれる音と無線を通した外国人男性の声だった。
2004年1月 - 2005年12月
天の川（?）をモチーフにしたCGに、「こ～よいあなたとみ～たい もくよ～よ～がげきじょ～」という男声のコーラスが流れていた。後続の『水曜シアター9』最終回のラストにも使用された。
2006年1月 - 2009年3月
冒頭に題字を表示させて、「今夜の木曜洋画劇場は、○○。ご覧ください」と放送内容を軽く紹介するのみで、OP・EDのCGは事実上廃止された。ハイビジョン時は木曜洋画劇場の文字は白で、4:3映像の時は色付きとなる。なお、2007年7月のタイトルロゴ変更後もオープニング映像は変わっていない。

## 解説陣
- 芥川也寸志（1969年10月2日 - 1973年4月26日）
- 淀川長治（1970年5月28日）
  - この日は『恋人たち』を放送。解説をしたいという本人の希望により担当。
- 南俊子（1973年5月3日 - 1977年3月31日）
- ハンス・E・プリングスハイム（1977年5月12日 - 1978年1月12日）
- 倉益琢真（当時東京12チャンネル映画部部長、1978年2月2日 - 1979年3月29日）
- 深沢哲也（1979年4月5日 - 1981年3月26日）
- 山城新伍（1981年4月2日 - 1982年2月25日）
- 河野基比古（1982年3月4日 - 1987年12月24日）
- 木村奈保子（1987年10月8日 - 2003年3月27日）
  - ゴールデンタイムの映画解説者としては珍しく女性が担当していた。ホラー映画を放送する時は「子供は寝ましょう」と言う事もあった。決め台詞は「あなたのハートには何が残りましたか?」[3]。木村の降板で、民放キー局のゴールデンタイムの映画番組に専属の解説者は存在しなくなった。

## 特色
系列局が非常に少ない系列での放送となっていることを生かし、他の主要系列局が放送しなくなった過去作や、他の主要系列局が購入したがり辛いB級映画・Z級映画・ビデオスルー・テレビ映画作品や、日本未公開かつビデオスルーにもならなかった洋画といった、マイナー・不人気作品の放送が非常に多く、それがこの番組の特色にもなっていた。
また、『エマニエル夫人』『さよならミス・ワイコフ』などのソフトコア作品を放送した際に、予想外の高視聴率を稼ぐといった事が多かった。
映画以外にも、海外ドラマのシリーズ（『ファニア歌いなさい』『豪華客船ゴライアス号の奇跡』『第三次世界大戦』『大脱走!カウラ捕虜収容所』など）を一挙放送するなどの大胆な選定もあった。
その他には、他局が滅多に放送しない、『ボウリング・フォー・コロンバイン』等のドキュメンタリー映画も放送されていた。
一方で、ファミリー映画である『ホームアローン2』を放送した翌週に、成人男性向け映画の『グラマー・エンジェル危機一発』を放送するなど、他局ではまず見られない編成をしたこともある。
テレビ東京の番組ということもあり、他局の映画放送番組に比べて自主規制が非常に緩く、2000年代以降は各局が自主規制を強化する中で、2006年に『スパイ・エンジェル グラマー美女軍団』を放送したり、1997年の神戸連続児童殺傷事件や2004年の佐世保小6女児同級生殺害事件等の影響を受けて、各局がスプラッター描写などのある作品の放送を自粛する中で、2005年にはR指定作品である『フレディvsジェイソン』を放送した。また、『ポワゾン』等のR-18指定作品も普通に放送していた。
地上波の洋画番組の中では日本語吹き替え版制作に力を入れており、公式サイトには主要声優キャストだけでなく、吹き替え版が新規収録か既成の物かも明記する方針がとられている。また、1つの映画で幾つも吹き替え版が制作される中、独自に吹き替え版を制作する際は、日曜洋画劇場やビデオ等で定番のお馴染みの吹き替えキャスティングを踏襲することも多い。
- アーノルド・シュワルツェネッガー：玄田哲章（『ターミネーター』、『ランダウン ロッキング・ザ・アマゾン』、『80デイズ』）
- アル・パチーノ：野沢那智（『シー・オブ・ラブ』、『インソムニア』）
- ケビン・コスナー：津嘉山正種（『アンタッチャブル』、『ウォーターワールド』、『ワイアット・アープ』、『ロビン・フッド』）
- ジーン・ハックマン：石田太郎（『ワイアット・アープ』）
- ジャン・クロード・ヴァンダム：山寺宏一（『ノック・オフ』、『レジョネア 戦場の狼たち』、『ヴァン・ダム IN コヨーテ』、『レプリカント』）
- ショーン・コネリー：若山弦蔵（『アンタッチャブル』、『ロビン・フッド』、『理由』、『エントラップメント』）
- シルヴェスター・スタローン：ささきいさお（『追撃者』、『ドリヴン』、『D-TOX』）
- スティーブン・セガール：大塚明夫（『沈黙の聖戦』）
- チャーリー・シーン：堀内賢雄（『プラトーン』）
- チャールトン・ヘストン：納谷悟朗（『ボウリング・フォー・コロンバイン』）
- トミー・リー・ジョーンズ：小林清志（『追跡者』、『ハンテッド』）
- ハリソン・フォード：村井国夫（『K-19』）
- メル・ギブソン：磯部勉（『パトリオット』）
- ロイ・シャイダー：羽佐間道夫（『ジョーズ』）
- ロバート・デ・ニーロ：小川真司（『アンタッチャブル』、『ハイド・アンド・シーク 暗闇のかくれんぼ』）
- ロバート・レッドフォード：広川太一郎（『スパイ・ゲーム』）
- ロビン・ウィリアムズ：江原正士（『インソムニア』）

最後に放送した洋画作品である、トム・クルーズの出世作『トップガン』では、近年で少なかった吹き替え版の新規収録を行い、鈴置洋孝に代わりフィックスとなった森川智之を起用した。
一方で他局の吹き替えをそのまま流したり、リマスターしていない低画質の映像や退色した映像をそのまま流していた時期もあった。また本番組で放送された作品が、2週間後には1時間半枠の『2時のロードショー』（→『シネマサロン』、その後2時間枠化して『シネマタウン』→『午後のロードショー』）で放送されるケースもあった。

## 番組予告
木村奈保子時代の予告や番組宣伝は、他局の巧みな編集に対し、映画本編の見所を3カットほど貼り合せただけの予告映像に局アナのナレーションをかぶせただけのものだったが、2004年頃より独特の言い回しやフレーズ、明らかにネタに走った吹き替え字幕、映画自体（およびテーマ）とは関係ない音楽・映像編集、声優による個性的なナレーションを使ったものとなった(時には、自局や他局の番組からネタを引っ張ることもあった)。携帯サイトでは着ボイスのダウンロードサービスも行われていた。2006年10月から2008年3月まで、「副副音声」として立木文彦による番組前の「予習」と番組後の「復習」（共に有料であるが一部無料）解説サービスを行っていた。
これらの特徴的な予告は、『水曜シアター9』や『午後のロードショー』にも途中から一部引き継がれている。
ジャン=クロード・ヴァン・ダム主演の映画の放送回数が多く、その番組予告にも以下の通りな特徴がある。映画の大筋にあまり関係ないシーンをフィーチャーする事が多く、なぜかヴァンダムの尻が映るシーンが多い。
2012年10月20日公開の映画『エクスペンダブルズ2』のweb限定予告編で、「木曜洋画劇場風」と銘打った予告編が当時のスタッフを再結集し製作された。ジャン=クロード・ヴァン・ダムも出演しているため、「ジャンジャンジャジャン、ジャン=クロード、ヴァンヴァンヴァヴァン、ヴァンヴァヴァンダム!」のフレーズも復活した。
- 『レプリカント』
  - 「ハッスルマッチョが、ニバーイニバーイ!! これが究極、ダブルゼータヴァンダム!!」（ナレーターは立木文彦）

丸八真綿のCMに於ける高見山のセリフ、後半は『機動戦士ガンダムΖΖ』の主役メカダブルゼータガンダムのパロディ。
  - 「同じ筋肉、大激突!! どっちが勝っても…、ヴァンダボー!!」（ナレーターは千葉繁）
- 『ダブルチーム』（ナレーターは中田譲治）
  - 「うーん、ヴァンダム…」

化粧品マンダムのCMに於けるチャールズ・ブロンソンの有名なセリフ「うーん、マンダム」のパロディ。
  - 「ハッスルマッチョ、三つ巴!!」
- 『タイムコップ』（ナレーターは中田譲治）
  - 「歪んだ歴史はヴァンダムが許さねぇ!!」
- 『ノック・オフ』（ナレーターは玄田哲章）
  - 「ジャンジャンジャジャン、ジャン=クロード、ヴァンヴァンヴァヴァン、ヴァンヴァヴァンダム!」

なお、このフレーズは『午後のロードショー』でのヴァンダム主演映画特集・「ヴァンダミング4」の予告にも用いられ、そのラインナップに本作も含まれている。
『エクスペンダブルズ2』のweb限定予告編でも使用された。
  - 「ヴァンダムが香港で、筋肉…フィーバー!! WOW!! 全身の毛穴で受け止めろ!!」
- 『レジョネア 戦場の狼たち』（ナレーターは鈴木英一郎）
  - 「戦うヴァンダム、恋するヴァンダム、涙のヴァンダム、究極のジャン=クロード・ヴァン・ダム!! スーパーヴァンダミングアクション、行くぜ!!」

他にも肉体派のアクション俳優が主演する作品では、テンションは高いが本編と無関係なフレーズや、特徴的な当て振り仮名を使用した予告が多い。
- シルヴェスター・スタローン - 内容とは無関係に「男の○○」と銘打たれる事が多い。
  - 「男の教科書」「ナンパの参考書（共演のミッキー・ローク）」「猫パンチの痛みに耐えろ！スタローン（ミッキー・ロークがKO勝ちした際のパンチをネタにしている）」「そんなパンチじゃ何発食らわせても、スタローンにゃ効かねえな（スタローンが殴られてダウンしたシーンに被せている）」「ナンパなチャラ坊はスタローンに土下座」（『追撃者』）
  - 「男のリトマス試験紙（コブラのタイトルは赤と青の二色で構成されている）」「頼りになるのはゴリラよりコブラ！（1986年に同時公開されたアーノルド・シュワルツェネッガー主演の『ゴリラ』をネタにしている）」（『コブラ』）
  - 「男のカーナビ」「走りゃマトモじゃいられねえ･･･CRASH上等・まっすぐ<G轟O>!（放映された2007年に前月まで同局で放送されていた深夜アニメ『がくえんゆーとぴあ まなびストレート!』のパロディ）」「俺、今度優勝したら結婚するんだ」「死んでも観ろ!!（でも死んだら観らんないよ・・・）」また本編のシリアスなシーンに、デタラメな字幕をつけた映像が最後に入る（『ドリヴン』）
  - 「飛んで火に入るスタローン　タフでマッチョなすごい奴」「生き残（サバイバ）れ!!」（『デイライト』）
  - 「酒と、涙と、スタローン。（河島英五の『酒と泪と男と女』）」「スタロロローン」「沸騰寸前!!怒りのサイコ・スリラー」（『D-TOX』）
- ウェズリー・スナイプス - 内容とは無関係に「○○番長」と銘打たれる事が多い。
  - 「アクション番長」「黒い稲妻…悪をKILLッ!!」「吸血鬼ハンターブレイド　EPISODE:01（BANG!）」「番長を怒らせた罪により全員…死刑！」「生まれながらの…《地獄之鬼》（「BANG-CHOW」とルビが振ってあり、「ばんちょう」と読む）だぜッ！」（『ブレイド』）
  - 「牙野郎～FANG-GUY～ A 番長」「痛快、外道真っぷたつッ!」（『ブレイド2』）
  - 「ハルマゲ番長（又は汎用人型決戦番長）」「番長～バンバ～ン♪」（『ブレイド3』）
  - 「アクション特急、重量編成通過待ち」「電車番長」「トリオ・ザ・BANG-CHOW'S」「電車舎弟（共演のウディ・ハレルソン）」「電車姉御（共演のジェニファー・ロペス）」「電車痛筋!!」「くすぐったくて キモチ イイゼ♡」（『マネー・トレイン』）
  - 「秘密番長（エージェント）は見た!!（『家政婦は見た!』のパロディ）」「《国際社会》（ゲンジツ）の正体（うらがわ）をッ!」「マジやばアクション超大作!」（『アート・オブ・ウォー』）
- アーノルド・シュワルツェネッガー - 番組放送当時にカリフォルニア州知事（2003年～2011年）を務めていたことや、ビルドアップされた体がアップになるシーンをことさら強調する。
  - 「カリフォルニアからやってきた鋼（あいつ）」「闘う州知事、シュワちゃんは公約します」「1つ、超現場主義の徹底！」「2つ、宇宙人不法滞在の撲滅！！」「力こぶれ、肉密度1000%!!!（シュワルツェネッガー本人が出演していたカップヌードルのCM -キャッチコピー『ちからこぶる。』のパロディ）」「これがシュワ流、拳のマニフェスト!!!!」「これがシュワ流、歳末一斉大掃除!!（放送日が年末の場合）」など（『プレデター』）
  - 「はじけろ!筋肉!!  飛び散れ!汗!!」「怪力!!鉄骨州知事」「鉄骨州知事はタフネス設計」（『コマンドー』）
  - 「あの大物州知事も電撃参戦」（『ランダウン ロッキング・ザ・アマゾン』クレジットには名前が無く、通り過ぎるだけのカメオ出演）
- スティーヴン・セガール - セガールが関西弁を話せたことから、予告のみ吹き替え字幕が関西弁になっている。また父親であることも強調されている。
  - 「オヤジの拳固は死ぬほど痛い」「俺を怒らせなや」「御山を汚す悪徳企業（バカタレ）は潰（ツブ）しちゃる!」「言うたやろ、怒らせンなや!」「理想の父親像No.1 スティーヴン "パパ・ザ" セガール主演!」（『沈黙の断崖』）
  - 「お父ちゃんコワイ･･･人類みんな･･･滅んでしまうん?（『火垂るの墓』における登場人物の節子のセリフのパロディ）」「安心せぇ、お父ちゃんが絶対! お前と人類、救うたるッ!!」「戦闘医師（バトルドクター）セガール先生！孤島どころか世界があぶない！（放送日の前週までは放送時間が被る木曜夜10時からは『Dr.コトー診療所』が他局で放送されていた）」（沈黙の陰謀）

- その他
  - 「男の価値は髪の毛の量で決まるもんじゃない！ハートで決まるんだ！」「はみだしエージェント情熱系」（『マーキュリー・ライジング』 主演のブルース・ウィリスの頭髪が薄いことをネタにしている）
  - 「赤色ジョーズ革命!!鮫工船　プロレタリア・シャーキング・パニック!!」（『レッド・ウォーター/サメ地獄』共産主義とは無関係だが、予告が放送された2008年当時は『蟹工船』が再評価されていた時期だった）
  - 「テレビもねぇ!ラジオもねぇ!ここは砂漠のド真ん中!（吉幾三の「俺ら東京さ行ぐだ」の歌詞のパロディ）」「翼の折れた飛行機（エンジェル）に再び命を注ぎ込め!!」（『フライト・オブ・フェニックス』）
  - 「ヤバいトラブル掻い潜り、COOLに決めるゼ　エスケイプ! こいつらマジハンパねぇ～!!（許斐剛の漫画『COOL - RENTAL BODY GUARD -』のパロディ）」（『EX エックス』 ナレーションは山寺宏一）
  - 「超亜細亜人Z（スーパーモンゴロイド）が米大陸（アメリカ）へ殴りこみ!!」「ジャッキーON!!木曜洋画GO!!」（『レッド・ブロンクス』ジャッキーの吹き替えを担当する石丸は『マジンガーZ』の兜甲児も担当している）
  - 「ホラー映画界の馬場 対 猪木」「怖すぎてオネショしちゃうじゃないの!!」「こんな対決めったに観られないわョ!!」「夢みるゾ★」「さすが木曜洋画だぜ!!」（『フレディ VS ジェイソン』 本編のシーンに本作でフレディの声を演じた青野武による吹き替えを被せてある）
  - 「見よ、これがおはんらの最期　DEATH&BYE（ですばぁい）!」「逃げても逃げても死の運命からは、逃れられねえんDESTINY（ですってにぃ）」「地獄の、ピタゴラスWitchパニックホラー 決・定・BAAAAAANG!!」（『デッドコースター』 映画内容の特徴をダジャレや「ピタゴラスイッチ」で例えたもの。ナレーションは若本規夫）
  - 「ある～日（ある～日）学校で（学校で）ライフ～ルに（ライフ～ルに）狙わ～れた（狙われ（のところで銃声、森のくまさんの曲にのせたパロディ））」（ボウリング・フォー・コロンバイン）
  - 「今日もどこかでプレデター（『デビルマン』エンディング曲『今日もどこかでデビルマン』）」（『プレデター2』ナレーションは大塚芳忠）
  - 「帰って来た絶叫天使!!  絶叫オ･カ･ワ･リ!!」（『ラストサマー2』）
  - 「見たか聞いたかオシャレ・セクシィ 濡れて暴れてミダレ撃ち!!」「ビデオ廃盤 見るなら今よ♥」（『スパイ・エンジェル グラマー美女軍団』 日本では劇場未公開であり、放送された1995年にはビデオが廃盤になっていた事によるネタ。ちなみに当番組が初の日本語吹き替え放送である）
  - 「エッチなヘビさんカモォォォン!」「悪党どもは英国スパイが許してもアメリカン・セクシーバディが許さない!」「イカしたエンジェルたちの、イキまくりダイナマイツ!!」「いつでも天使は…エロかっこ強エェェェ!」（『グラマー・エンジェル危機一発』）
  - 「あぁイヤ、木曜洋画さん!これ以上だましちゃ、ら、らめぇえ」（『ワイルドシングス』 木曜洋画劇場の予告自体をネタにした台詞を、男勝りな役柄を演じることが多い甲斐田裕子に演じさせている）
  - 「お騒がせ最終兵器（ヤリすぎコンビ）、またまたまたまた大暴走!!」「グアバシャッ!」「リーサル超人、一捜査完全燃焼じゃあッ!（『アストロ球団』の「一試合完全燃焼」のパロディ）」（『リーサル・ウェポン3』）
  - 「アクション筋王（キング）のベルトはロック様が頂いた!!（ザ・ロックことドウェイン・ジョンソンが当時プロレスラーだった事にちなんだネタ）」「心臓、ドッ筋!ドッ筋!」（『スコーピオン・キング』）
  - 「からみつく悪女の視線は…虎視眈々（ギラギラ）…蛇視濡々（ウルウル）…」（『ファム・ファタール』）
  - 「こんなに死んでも何故か誰も気づかない、なぁ～ぜぇ～?」（『ダウン』 郷里大輔がナレーターを担当していた番組、『謎を解け!まさかのミステリー』のパロディ）
  - 「出会いの夏　肌光る夏　そして、緊張の夏－（金鳥のテレビCMのフレーズ「金鳥の夏、日本の夏。」のパロディ）」「非情勤講師　赴任」（『パラサイト』）
  - 「仏ちぎりィィィッ!!フランス産エンターテインメント」「気を付けろ!!車は急に停まれな～い!!」（『TAXi』）
  - 「神秘と漫画の国、ジャポーンから謎黒NINJAが攻めてきたってばよ～!（当時、テレビ東京では『NARUTO -ナルト-』が放送されていた）」「観ないとッ…逮捕なのだッ!」（『TAXi②』）
  - 「ド・ド・ドリフト大爆走!!」「痛快　爽快　FLY IN THE SKY!!!」「仏ったまげ!!フランス産アクション」「スタローンは、飛んでいく。（スタローンは冒頭のみのカメオ出演）」（『TAXi③』）
  - 「ニクめない男　エディ・マーフィー　七変化!!」「脂肪的遊戯（『死亡遊戯』のパロディ）」（『ナッティ・プロフェッサー クランプ教授の場合』）
  - 「見よ!《チャンベール》バトル!!」（『リベリオン』）
  - 「呼ばれて飛び出て ジャ ジャ ジャ トニー・ジャー（ハクション大魔王の「呼ばれて飛び出て ジャジャジャジャーン」のパロディ）」「その凄さ、万国（バンコク）共通!!」（『マッハ!!!!!!!!』）
  - 「侍　侍　武士道（映像の合間に差し込まれる）」「ブルース・リーと闘った男　チャック・ノリス」「プレジデントマンは心も優しい。」（『プレジデントマン -地獄のステルスコマンド-』）
- また、ジャッキー・チェン主演作品の予告では日本語吹き替え担当の石丸博也や、サモ・ハン・キンポーの日本語吹き替えを担当している水島裕がナレーションを担当することがある。
- 『ネバーセイ・ネバーアゲイン』の予告ではイーオン・プロダクションズ制作ではないため本編で一切流れない「ジェームズ・ボンドのテーマ」がアレンジ版ながら使用されている。

## 主な企画
テレビ東京開局20周年記念
- 1988年頃にジャッキー・チェン主演の『神拳 ヤング・ボディガード』が放送された。

20世紀名作シネマ
- 1999年12月下旬から2000年末にかけてほぼ1年間に亘り、本番組はもちろんローカル番組の『午後のロードショー』や『サンデーロードショー』（現在は終了）を中心に過去100作に及ぶ名作を再放送した。第1作目は『若草物語』（『午後のロードショー』で放送）で、100作目は『アラビアのロレンス』だった。
- 吹き替えに関しては新録も多い。例：『大脱走』、『ターミネーター』等。

30周年特別企画
- 1997年8月14日に『戦場にかける橋』を放送した。

35周年特別企画
- 2003年に放送から35年目にあたることを記念して企画され、2002年秋の1ヶ月間に亘って放送された。ラインナップは『ヴァンパイア/最期の聖戦』『スリーピー・ホロウ』『ファーゴ』などである。ホラー映画やサスペンスものが含まれるのが特徴だった。
- ラインナップの予告コマーシャルはBGMはジョン・レノンの「パワー・トゥー・ザ・ピープル」、ナレーションは立木文彦だった。

闘魂祭4番勝負
- 2005年7月に1900回突破記念として、『フレディVSジェイソン』『レプリカント』『追撃者』『ビロウ』の4作品を放映した。いずれもややB級映画に属し、同時期の他局の映画放送が、『スター・ウォーズ エピソード3』のタイアップによる「スター・ウォーズシリーズ」一色だったのに対し、独自色を出しており番組予告も特徴的だった。
- タイトルロゴは現在ゴシック体で、ナレーションは立木文彦（ラインナップの予告コマーシャル・『フレディVSジェイソン』予告・『ビロウ』予告及びアバンタイトル）・レニー・ハート（『フレディVSジェイソン』タイトルコール・2週目以降の予告タイトルコール）・千葉繁（『レプリカント』予告及びアバンタイトル）が担当した。

陽春成龍祭（春のジャッキー・チェン祭り）
- 2006年3月末から同年4月初頭にかけて放送され、2週間に亘りジャッキー・チェン主演作品を2本放送した。ラインナップは『レッド・ブロンクス』と『メダリオン』の2作品だった。
- ナレーションはジャッキーの吹き替えでお馴染みの石丸博也が担当した。

特別企画 植木等さん追悼
- 2007年3月29日に放送された。
- 当初は成龍計画（ジャッキープロジェクト）の一環としてジャッキー・チェンが主演する『プロジェクトA』を放映する予定だったが、植木等の訃報で内容を変更し、追悼企画として『日本一のホラ吹き男』が放映された（翌4月5日にジャッキー主演作の『ファイナル・プロジェクト』、『プロジェクトA』は5月3日に放映）。

2000回記念
- 2007年7月5日から8月16日にかけて過去の名作や地上波初放送作品を放映した。ラインナップは『ジョーズ』『ダニー・ザ・ドッグ』『ブレイド3』『フライト・オブ・フェニックス』『ランボー』『戦場にかける橋』の6作品。この企画以降、本番組のタイトルロゴが変更された。

## スタッフ
- プロデューサー：石川博、中村豊志、白石忠彦、三島良広、池田朋之、深沢幹彦、中村公彦、渡邊一仁、柳川雅彦、久保一郎
- 製作協力：テレビハウス、武市プロダクション、ムービーテレビジョン
- 予告編：神本忠弘
- 予告編ナレーション：若本規夫、山寺宏一、大塚芳忠、郷里大輔、内海賢二、青野武、古谷徹、甲斐田裕子、東地宏樹、西村知道、有本欽隆、納谷六朗、星野充昭、真地勇志、堀越真己、勝生真沙子、高島雅羅、千葉繁、鈴木英一郎、中田譲治、立木文彦ほか

## エンディングテーマ曲
- 『Fのロマンステーマ』-「小さな恋のメロディ」のサントラに収録されている。(1970年代から1989年4月13日まで)

## ネット局
以下は、放送終了時の同時ネット局。
- テレビ東京(旧・東京12チャンネル)（制作局、番組開始時から）
- テレビ北海道（1989年10月開局から）
- テレビ愛知（1983年9月開局から）
- テレビ大阪（1982年3月開局から）
- テレビせとうち（1985年10月開局から）
- TVQ九州放送（1991年4月開局から）

遅れネット
- 山陽放送 (テレビせとうち開局まで土曜深夜に約3か月遅れで放送)